# District de Shancheng
Le district de Shancheng (山城区 ; pinyin : Shānchéng Qū) est une subdivision administrative de la province du Henan en Chine. Il est placé sous la juridiction de la ville-préfecture de Hebi.